# Rovníkové souřadnice

Rovníkové souřadnice

Rovníkové souřadnice představují jeden ze systémů souřadnic pro mapování objektů na obloze. Středem souřadnic je střed Země a základní rovina je dána nebeským rovníkem, promítnutím zemského rovníku na nebeskou sféru.
Rozeznávají se rovníkové souřadnice dvojího druhu, které se liší zvolením hlavního směru v rovině rovníku. Souřadnice 1. druhu užívají průsečík meridiánu a roviny rovníku jako význačného bodu, zatímco souřadnice 2. druhu užívají jako význačný jarní bod. Vzhledem k tomu, že se poloha jarního bodu mezi hvězdami téměř nemění, zůstávají rovníkové souřadnice 2. druhu v čase stejné. Naopak meridián vždy prochází zenitem, a tedy místem, které se na obloze pohybuje tak, jak se otáčí zemské těleso. Proto jsou i rovníkové souřadnice 1. druhu závislé na čase.

## Pomocné pojmy
Nebeská sféra– myšlená kulová plocha s nekonečným poloměrem, v jejímž středu se nachází pozorovatel.
Hlavní kružnice– kružnice která vznikne průnikem nebeské sféry a jakékoli roviny, která prochází stanovištěm pozorovatele, tedy i středem nebeské sféry.
Vedlejší kružnice– kružnice která vznikne průnikem nebeské sféry a jakékoli roviny, která neprochází stanovištěm pozorovatele.

## Základní rovina
Rovina rovníku – je kolmá na zemskou osu a předpokládáme, že prochází středem nebeské sféry, tedy místem pozorovatelny.

## Důležité kružnice
Nebeský rovník– je myšlenou projekcí zemského rovníku na nebeskou sféru.
Nebeské rovnoběžky– Vedlejší kružnice rovnoběžné s nebeským rovníkem.
Deklinační kružnice– Hlavní kružnice kolmé k nebeskému rovníku.
Kolur rovnodennosti– deklinační kružnice procházející jarním a podzimním bodem.

## Význačné body
Jarní bod– Průsečík roviny rovníku a roviny ekliptiky. Slunce se v něm nachází v době jarní rovnodennosti.
Podzimní bod– Průsečík roviny rovníku a roviny ekliptiky. Slunce se v něm nachází v době podzimní rovnodennosti.
Severní nebeský pól– Severní průsečík nebeské sféry a zemské osy.
Jižní nebeský pól– Jižní průsečík nebeské sféry a zemské osy.

## Rovníkové souřadnice 1. druhu

### Souřadnice a jednotky
Hodinový úhel (t) [stupně 0 až 360, hodiny 0 až 24]– Úhel měřený ve stupních nebo hodinách v rovině rovníku od meridiánu. Nulou se začíná na meridiánu, hodnoty přibývají k západu.
Deklinace (DE, δ) [stupně -90 až +90]– Úhel měřený ve stupních na deklinačních kružnicích. Nulou se začíná na rovině rovníku, kladné hodnoty přibývají nahoru směrem k severnímu nebeskému pólu = 90°, záporné dolů směrem k jižnímu nebeskému pólu = -90°.

## Rovníkové souřadnice 2. druhu

### Souřadnice a jednotky
Rektascenze (RA, AR, α) [stupně 0 až 360, hodiny 0 až 24]– Úhel měřený ve stupních nebo hodinách v rovině rovníku od jarního bodu. Nulou se začíná na jarním bodě, hodnoty přibývají k východu a tím pádem je jarní bod = 0° a podzimní bod = 180°.
Deklinace (DE, δ) [stupně -90 až +90]– Úhel měřený ve stupních na deklinačních kružnicích. Nulou se začíná na rovině rovníku, kladné hodnoty přibývají nahoru směrem k severnímu nebeskému pólu = 90°, záporné dolů směrem k jižnímu nebeskému pólu = -90°.